# Obraz Matki Bożej Łaskawej Ślicznej Gwiazdy Lwowa
Matka Boża Łaskawa – Śliczna Gwiazda Lwowa – łaskami słynący obraz Matki Bożej z 1598 przedstawiający Matkę Bożą w czerwonej sukni i w zielonym płaszczu, siedzącą na tronie wśród obłoków i trzymającą na prawym kolanie stojącego małego Pana Jezusa. Obraz namalowany przez lwowskiego mieszczanina Józefa Wolfowicza dla ławnika lwowskiego Wojciecha Domagalicza z okazji śmierci jego córki Katarzyny i umieszczony na zewnątrz kościoła, w pobliżu jej grobu. Z czasem, wraz ze wzrostem kultu wybudowano kapliczkę.
W 1648 po nieudanym zdobyciu miasta przez Chmielnickiego, mieszkańcy Lwowa ofiarowali Matce Bożej dziękczynne wotum.
Król Jan Kazimierz w kaplicy przed tym obrazem dziękował Matce Bożej za zwycięstwo pod Beresteczkiem, natomiast 1 kwietnia 1656 sam przeniósł obraz do katedry lwowskiej, umieścił w głównym ołtarzu i w obecności nuncjusza papieskiego Pietro Vidoniego i całego swojego dworu, z rycerstwem, senatorami i duchowieństwem złożył śluby królewskie oddając Jej swoje państwo i ogłaszając Ją Królową Korony Polskiej.
Wobec wzrastającego kultu obrazu arcybiskup lwowski Wacław Hieronim Sierakowski przeniósł w 1765 roku obraz na stałe do katedry łacińskiej a 12 maja 1776 koronował go koronami papieskimi.
Po II wojnie światowej, w 1946 abp Eugeniusz Baziak opuszczając Lwów przywiózł ze sobą obraz do Krakowa. W 1974 umieszczono go w głównym ołtarzu prokatedry w Lubaczowie. W 1980 obraz poddano gruntownej konserwacji w Krakowie, wykonano dwie wierne kopie, a oryginał złożono w skarbcu katedry na Wawelu. Pierwszą kopię wizerunku przeznaczoną do prokatedry w Lubaczowie ukoronował na Jasnej Górze 19 czerwca 1983 Jan Paweł II, drugą kopię wizerunku przeznaczoną do katedry we Lwowie, Jan Paweł II ukoronował we Lwowie w 2001 roku.
Matka Boża Łaskawa nazywana Śliczną Gwiazdą miasta Lwowa jest główną patronką archidiecezji lwowskiej, jej święto obchodzone jest 1 kwietnia na pamiątkę ślubów króla Jana Kazimierza. Bardzo popularny hymn ku jej czci był śpiewany przez lwowian podczas różnych uroczystości kościelnych i patriotycznych. Zaczynał się od słów:

Śliczna Gwiazdo miasta Lwowa, Maryja,

Matko nasza i Królowa, Maryja,

Maryja, Maryja, o Maryja Królowa! (bis)
Nieba i ziemi Królowa, Maryja,

Bądź nam Matką tu i w niebie, Maryja,

Maryja, Maryja, o Maryja Królowa! (bis)